# غادة الفيحاني
غادة الفيحاني (9 أغسطس 1978 -)، ممثلة ومخرجة بحرينية.

## عن حياتها
كانت بدايتها الفنية من خلال مسرحية «الأميرة والراعي» بالصدفة بعام 1989، واستمرت بعدها بتقديم أعمالها الفنية. كما أنها تعمل مساعدة مخرج كما اتجهت مؤخرا الى الاخراج ولها الكثير من الاعمال الاخراجية وحققت الكثير من الجوائز سواء على الصعيد المحلي او الخليجي او العربي .

## أعمالها

### من المسلسلات
- الكلمة الطيبة.
- سعدون.
- حكايات كويتية.
- شوية ملح.
- عويشة.
- صورة من الحياة.
- شوف الدنيا.
- سوالف طفاش - جزئين.
- كف ودفوف

### من المسرحيات
- الأميرة والراعي.
- جويرة.
- السنافر.
- المر.
- قرية الأحلام.
- بات مان.
- صباح الخير يا عرب.
- فرسان شارع المعارض.
- صور عارية.
- يوم من زماننا.
- قصة حب طبل وطارة.
- انا جحا.
- إذا ماطاعك الزمان.
- الحوطة.
- الشيطان في خطر.
- الليل.
- بيت القصيد.

```
اخراج وتمثيل في الحلوة والمرة 
```

اخراج وتمثيل مسرحية لحظات منسية 
اخراج مسرحية مواطن ايل للسقوط 
اخراج مسرحية موعد مع سعادة 
اخراج مسرحية ريا وسكينة
اخراج مسرحية النافذة
تمثيل مسرحية الغريب

## وصلات خارجية
- غادة الفيحاني على موقع قاعدة بيانات الأفلام العربية